# گواش (شهر)
گواش (به ترکی استانبولی: Gevaş) شهری است در کشور ترکیه که در استان وان واقع شده‌است. جمعیت این شهر بر اساس سرشماری سال ۲۰۰۸ میلادی ۱۰٬۵۹۴ نفر و بر اساس برآوردهای سال ۲۰۰۹ میلادی ۱۰٬۱۴۶ نفر می‌باشد.